# Dorfkirche Hohenbucko

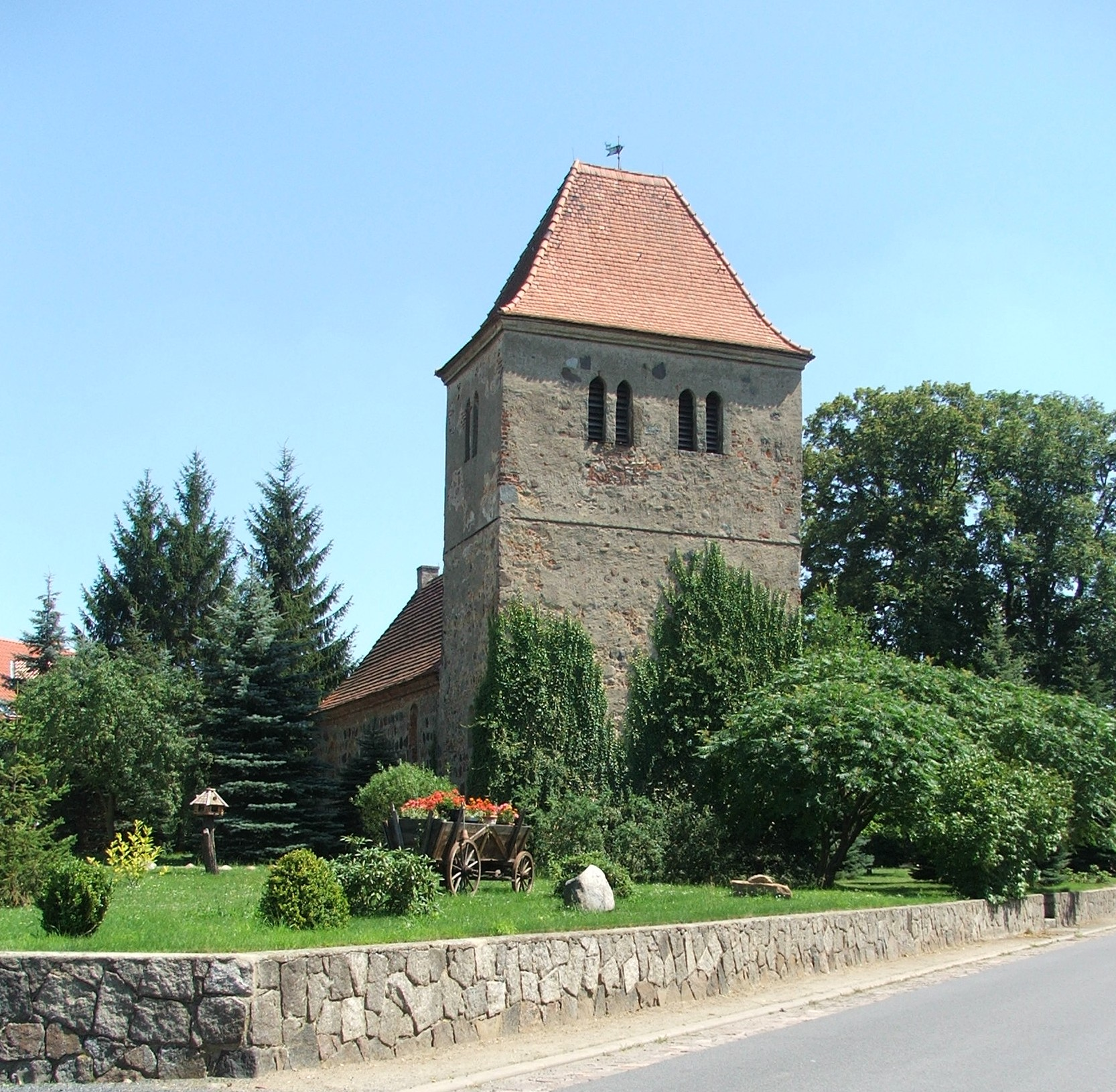
Dorfkirche Hohenbucko (2017)

Die evangelische Dorfkirche Hohenbucko ist ein unter Denkmalschutz befindliches Bauwerk in der Gemeinde Hohenbucko am westlichen Rand der Rochauer Heide im südbrandenburgischen Landkreis Elbe-Elster. Sie ist als ortsbildprägendes Baudenkmal im örtlichen Denkmalverzeichnis unter der Erfassungsnummer 09135197 verzeichnet.

## Baubeschreibung und Geschichte

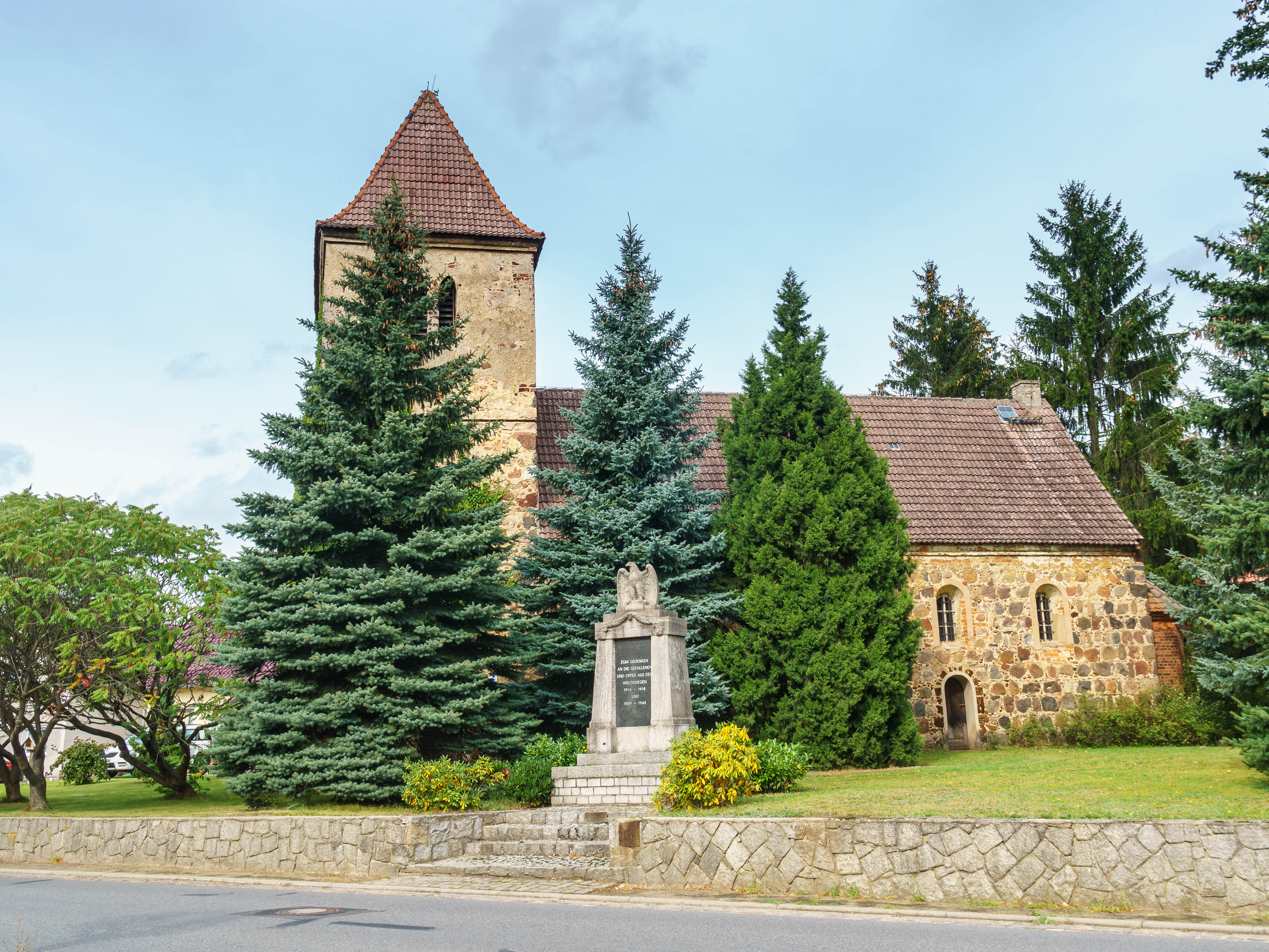
Die Dorfkirche Hohenbucko (2017)

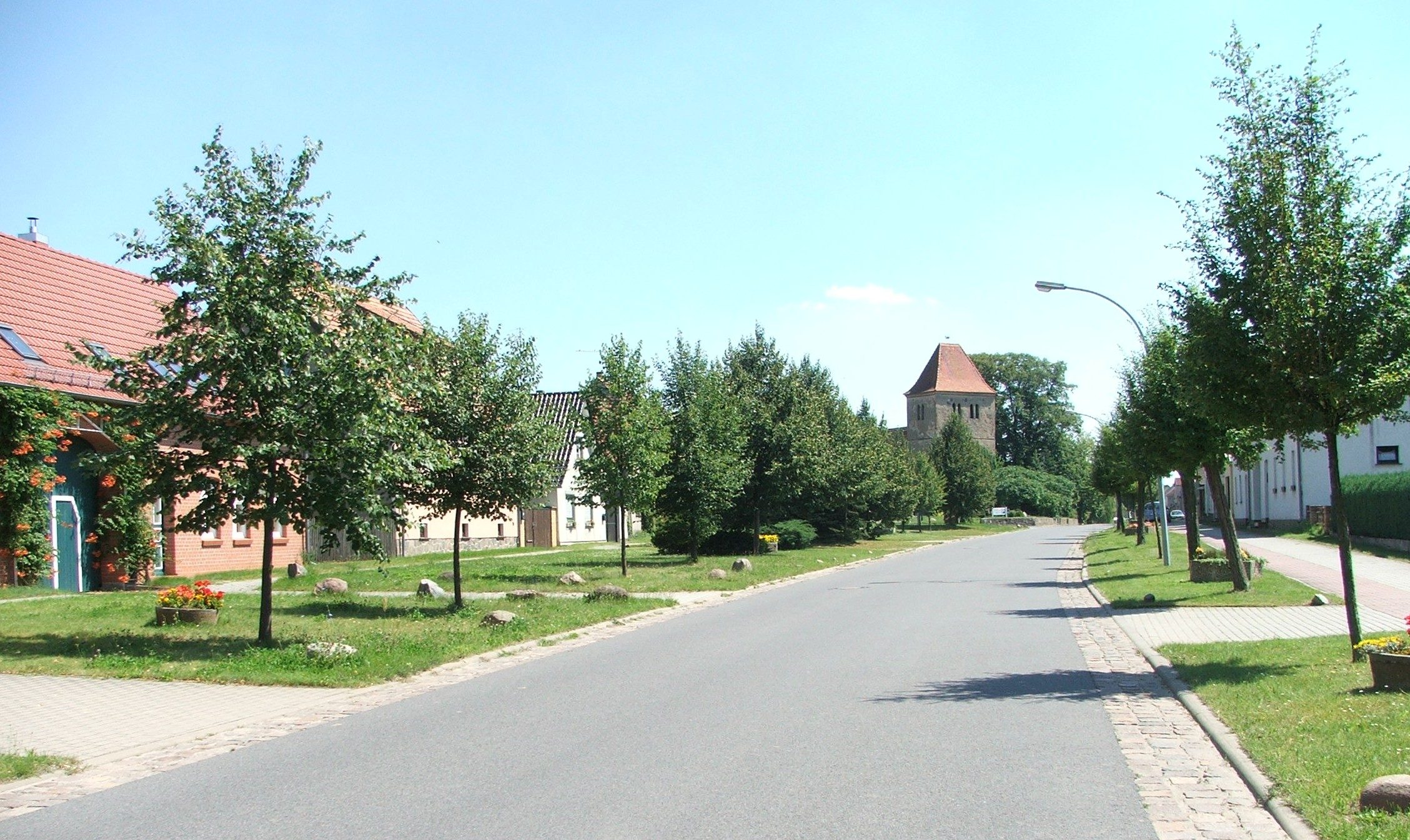
Die Hohenbuckoer Dorfstraße mit der Dorfkirche (2007).

Die heutige Hohenbuckoer Kirche ist ein in der zweiten Hälfte des 13. Jahrhunderts entstandener Saalbau aus Feldstein. Westlich des Kirchenschiffs schließt sich ein schiffsbreiter Westquerturm mit Walmdach an. Der Turm entstammt dem 14. Jahrhundert und wurde in Mischmauerwerk aus Feldsteinen und Ziegeln ausgeführt. Im Osten des Schiffs ist ein kleiner apsisartiger Anbau aus Backstein zu finden. In der Südwand der Kirche findet man unter anderem zwei spitzbogige Raseneisensteinportale (Priesterpforte und Gemeindeportal) von denen die größere Gemeindepforte inzwischen vermauert wurde. Ebenfalls auf der Südseite ist außerdem eine Turmpforte zu finden.
Die Kirche musste bei einem schweren Dorfbrand im Jahre 1502 und während des Dreißigjährigen Krieges schwere Schäden hinnehmen. In der Zeit von 1914 bis 1915 wurde eine bauliche Sicherung an der Kirche vorgenommen. Dabei entstand auch der apsisartige Anbau der fünfseitigen Sakristei.
Das Innere der Kirche ist von einer flachen Balkendecke und einer Hufeisenempore geprägt. Der Pfarrerstuhl auf der Nordseite, das Kastengestühl, die achtseitige in Holz ausgeführte Taufe und der polygonale Kanzelaltar entstammen dem 18. Jahrhundert. Eine im Turm befindliche Bronzeglocke wird auf das Jahr 1684 datiert und entstammt der Werkstatt des Wittenberger Glockengießers Georg Billich. In der Kirche ist unter anderem eine Pietà aus dem Anfang des 15. Jahrhunderts zu finden. Außerdem nennt die Kirche zwei Prozessionstangen mit bekrönenden Leuchterengeln aus dem beginnenden 16. Jahrhundert ihr Eigen.
In der Kirche befindet sich des Weiteren eine in den Jahren 1913 und 1914 von der Liebenwerdaer Orgelbaufirma Voigt erschaffene Orgel (op. 20). Die Hohenbuckoer Orgel verfügt über eine pneumatische Kegellade, zwei Manuale und acht Register.
An der Nordseite des Bauwerks ist ein aus dem 18. Jahrhundert stammender mit Putten und Gottesauge versehener Grabstein zu finden. Unmittelbar vor der Kirche findet sich weiters ein Gefallenendenkmal zu Ehren der in den beiden Weltkriegen gefallenen Dorfbewohner.
Weitere Sehenswürdigkeiten des Ortes sind unter anderem das Pfarrhaus, die Hohenbuckoer Oberförsterei, die Lochmühle, ein historisches Bauerngehöft und eine Postmeilensäule.